# Stavsund

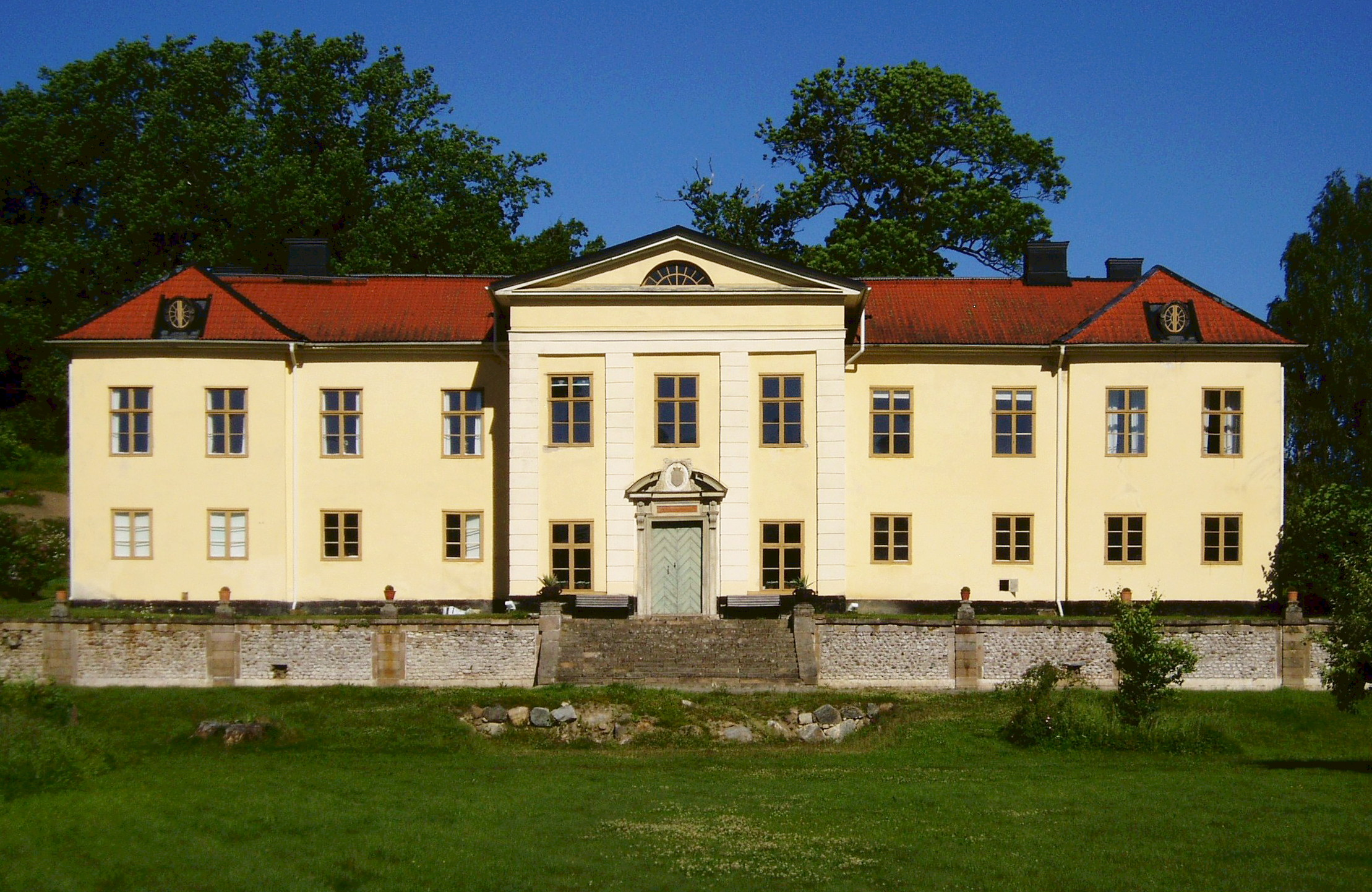
Huvudbyggnaden, juni 2012

Godset Stavsund (ibland återgivet med äldre stavning som Stafsund, Staafsund) som bildades på 1670-talet, är i Ekerö kommun i Uppland, vid Norrsundet mellan Ekerön och Helgö i Mälaren. Namnet kom från byn Stav som ingick bland de fastigheter som slogs samman när Stavsunds gods bildades. Till egendomen hörde då även det närliggande Kaggeholms gods på Helgö. Godset omfattar nu 527 hektar mark.

## Ägarhistoria

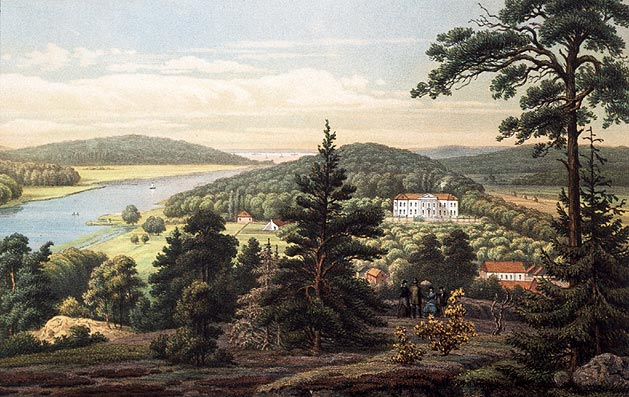
Stavsund 1881, litografi av A. Ney

Tidigare markägare var riksamiralen Carl Gustaf Wrangel (1613-1676). Den nye ägaren riksrådet greve Erik Lindschöld (1634-1690), gift med Elisabeth Cronström (1653-1718), lät uppföra huvudbyggnaden som fortfarande finns bevarad. Lindschöld stod högt i gunst hos Karl XI och var Karl XII:s lärare. Han var lantmarskalk och även kansler för Lunds universitet. Karl XI besökte ofta Stavsund under Lindschölds tid. Huvudbyggnadens största rum kallas fortfarande Kungssalen. 

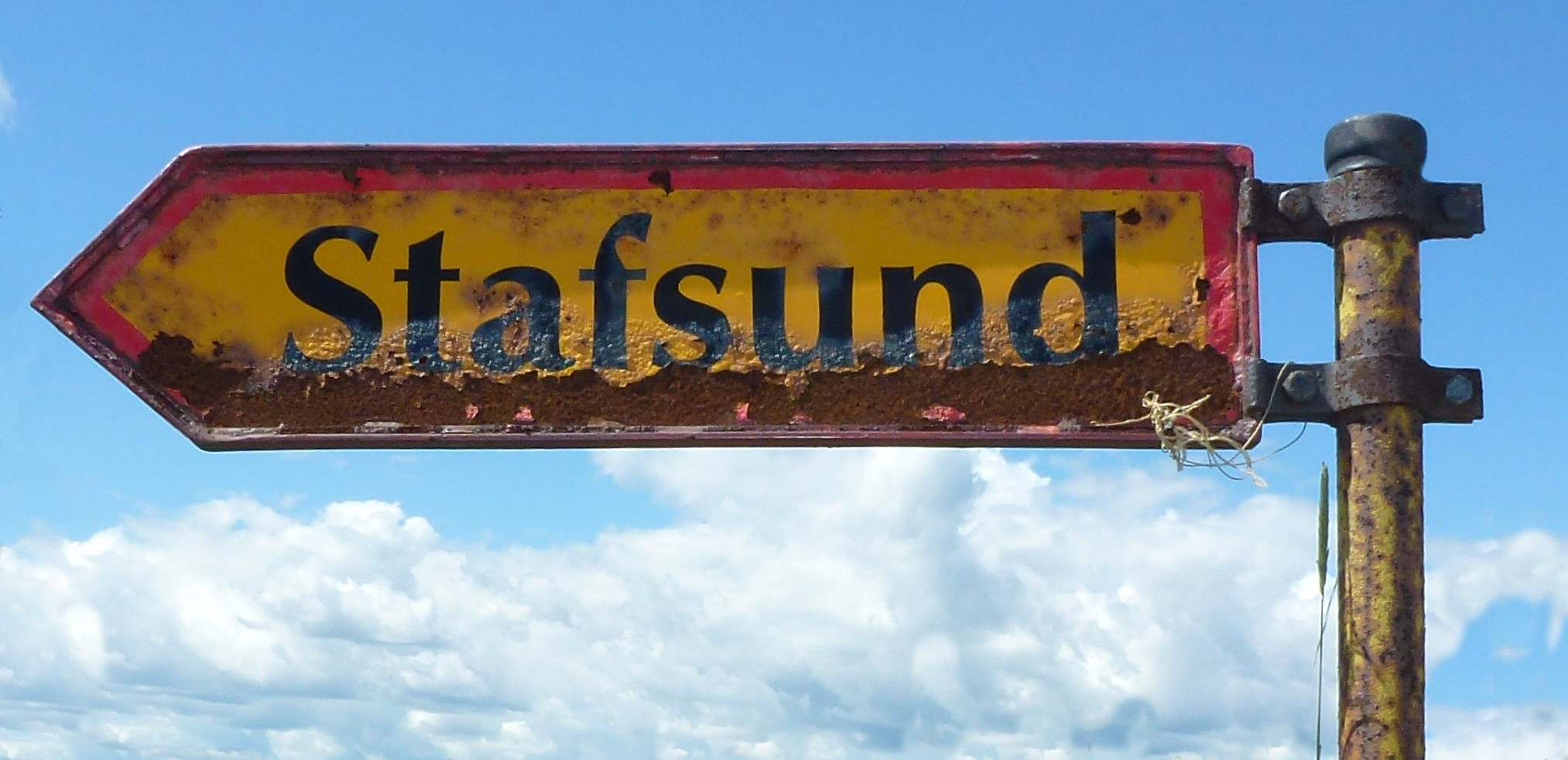
Äldre stavning.

Genom makarna Lindschölds dotter Eleonoras giftermål övergick godset till släkten Funck och har därefter genom gifte tillhört släkterna Boneausköld, Rosenadler och Adelswärd. 1816 köptes det av greven statsrådet med mera Mathias Rosenblad (1758-1847), som var nära förbunden med kung Gustav IV Adolf. Hans arvingar sålde 1849 Stavsund till tidningsmannen och politikern Gustaf Lallerstedt (1816-1864). 
År 1864 kom godset i den Klinckowströmska ättens ägo. Friherre Rudolf Klinckowström (1816-1902) var gift med Marie Klinckowström (1832-1907), född de Labensky. Hon hade som ung varit hovdam hos ryska kejsarinnan och hade en stor förmögenhet, som möjliggjorde köpet av Stavsund. Innan nuvarande ägaren, Adam Reuterskiöld, övertog Stavsund ägdes det av hans mor Margaretha Reuterskiöld, dotter till den Klinckowströmska ättens sista medlem Linde Klinckowström-von Rosen och greve Hans von Rosen. 
Ätten Klinckowström är befryndad med ätten von Fersen genom att greve Axel von Fersen den yngres syster Hedvig Eleonora år 1773 gifte sig med Stavsunds nuvarande ägare Adam Reuterskiölds mormors farfars farfar, friherre Thure Leonard Klinckowström (1735-1821), som var president i Wismarska tribunalet och överstemarskalk hos drottning Fredrika.

## Byggnaderna

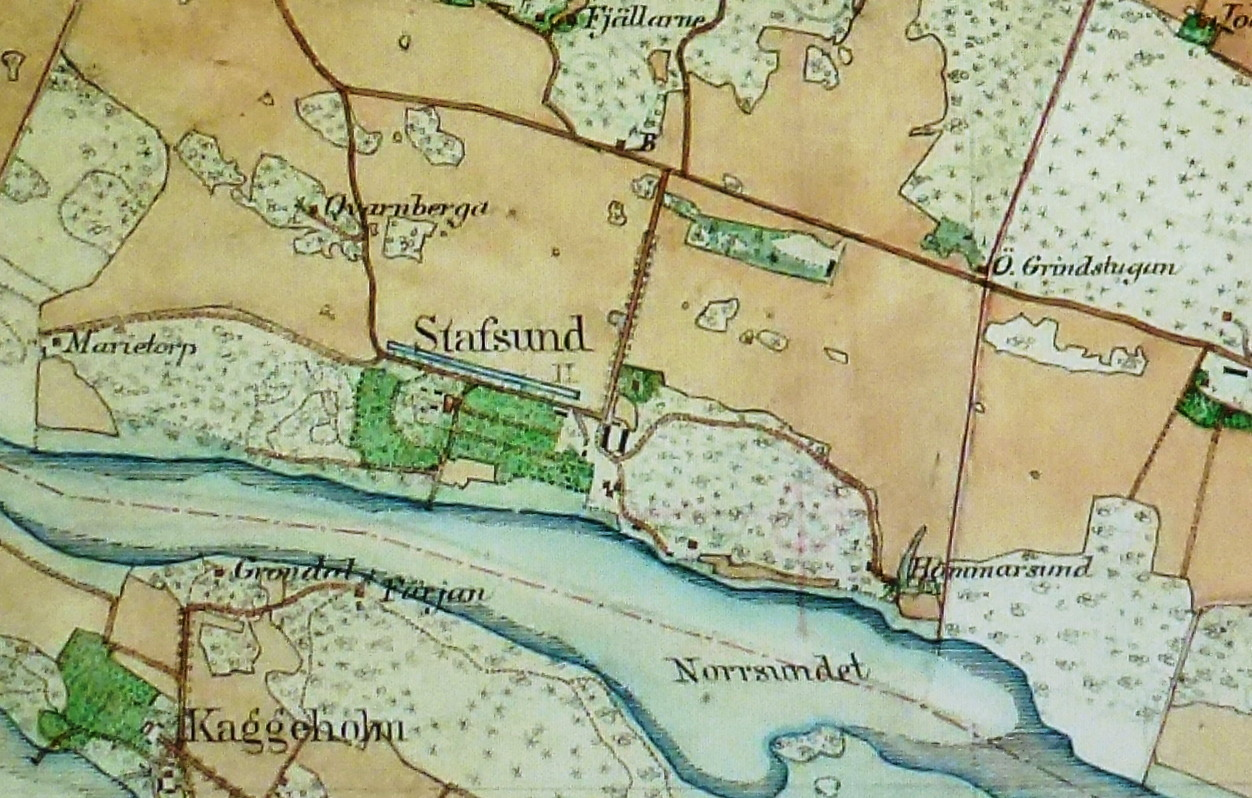
"Stafsund" 1901

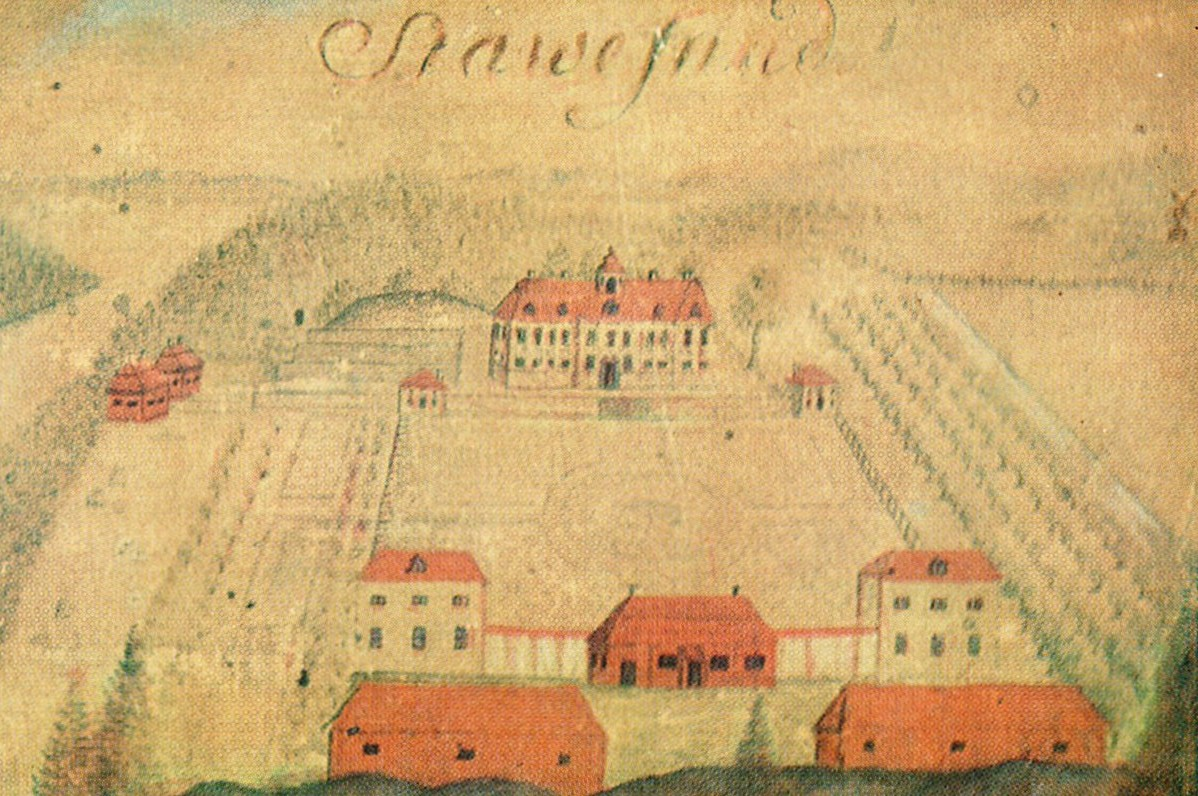
"Stawesund" på Gripenhielms Mälarkarta 1689

Stavsunds ståtliga slottsanläggning med park har av tradition attribuerats till  Nicodemus Tessin d.ä., en av 1600-talets ledande arkitekter. Dock kan likaväl arkitekten Jean de la Vallée ha varit upphovsmannen. Ett indicium skulle kunna vara att den åldrade ingenjören Jakob Cosswa utförde arbetsritningarna till barockträdgården eftersom denne arbetade för de la Vallées arkitektrörelse. En projektritning av entrésidan finns  i Nationalmuseum och en något yngre trädgårdsritning i Sueciasamlingen i Kungl.biblioteket. Den ursprungliga karolinska karaktären ändrades något när de gamla säteritaken ersattes med flacka sadeltak. Dessutom finns på egendomen två flygelbyggnader. I den norra flygeln har det stora Klinckowströmska biblioteket med mer än 20 000 volymer förvarats. Den mest berömda delen bestod av von Fersen-arkivet, som friherre Rudolf Klinckowström förvärvade från von Fersens slott Ljung tillsammans med ett antal porträtt. 
År 1865 utfördes en omfattande renovering av huvudbyggnaden. Vid den senaste renoveringen 1982-1984 hittades en hel del av 1600-talets inredning som var gjord av målade träplankor. Trapphuset är målat för att efterlikna grön Kolmårdsmarmor. I byggnadens mittparti finns en ursprungligen dubbel trappa som leder upp till den så kallade Kungssalen som har måtten 10 x 10 meter och cirka 5 meters takhöjd. Den hyrs nu ibland ut för konserter, festliga måltider och andra sammankomster.

## Omgivningen och kvarnen
Det omgivande odlingslandskapet präglas av 1800-talets stordrift. Äldre inslag i landskapet är den med dubbla rader lindar planterade allén som leder fram till herrgården. Av gårdens ekonomibyggnader märks särskilt den stora tidstypiska ladugårdsbyggnaden från 1932. Övriga uthus är huvudsakligen från tiden kring sekelskiftet 1900.
På toppen av en höjd (kallad Kvarnberga), strax nordväst om Stavsund ligger den gamla gårdskvarnen med mjölnarstugan. Kvarnen är en timrad och lockpanelad stolpkvarn från 1720-talet, som numera saknar vingar och är något förfallen. Mjölnarstugan, som är av typ enkelstuga, är däremot väl i behåll och har sin ursprungliga interiör intakt. Stavsunds kvarn är tillsammans med Sundby kvarn den enda kvarvarande väderkvarnen i Ekerö kommun.

## Bilder huvudbyggnaden

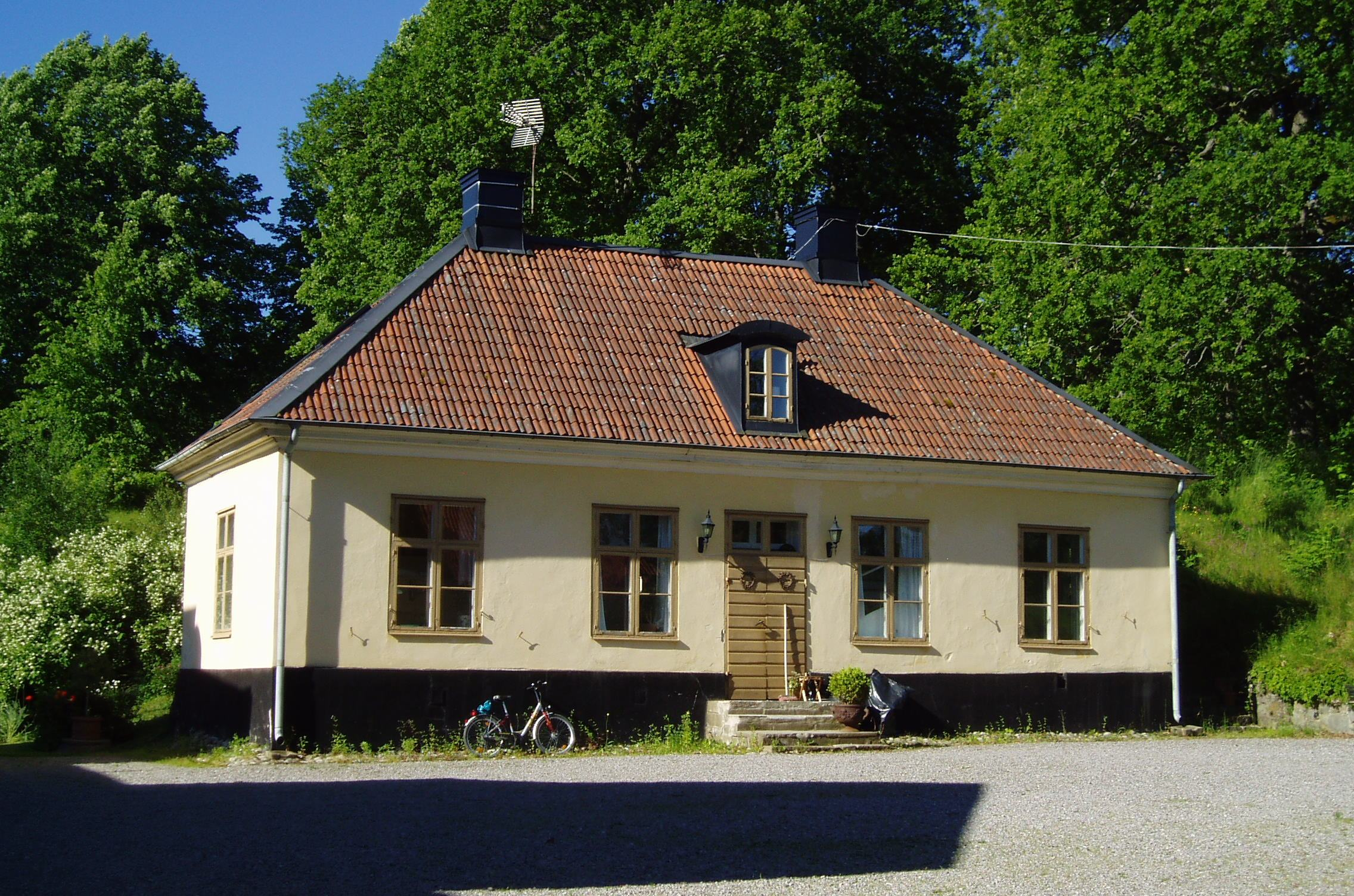
Södra flygeln.
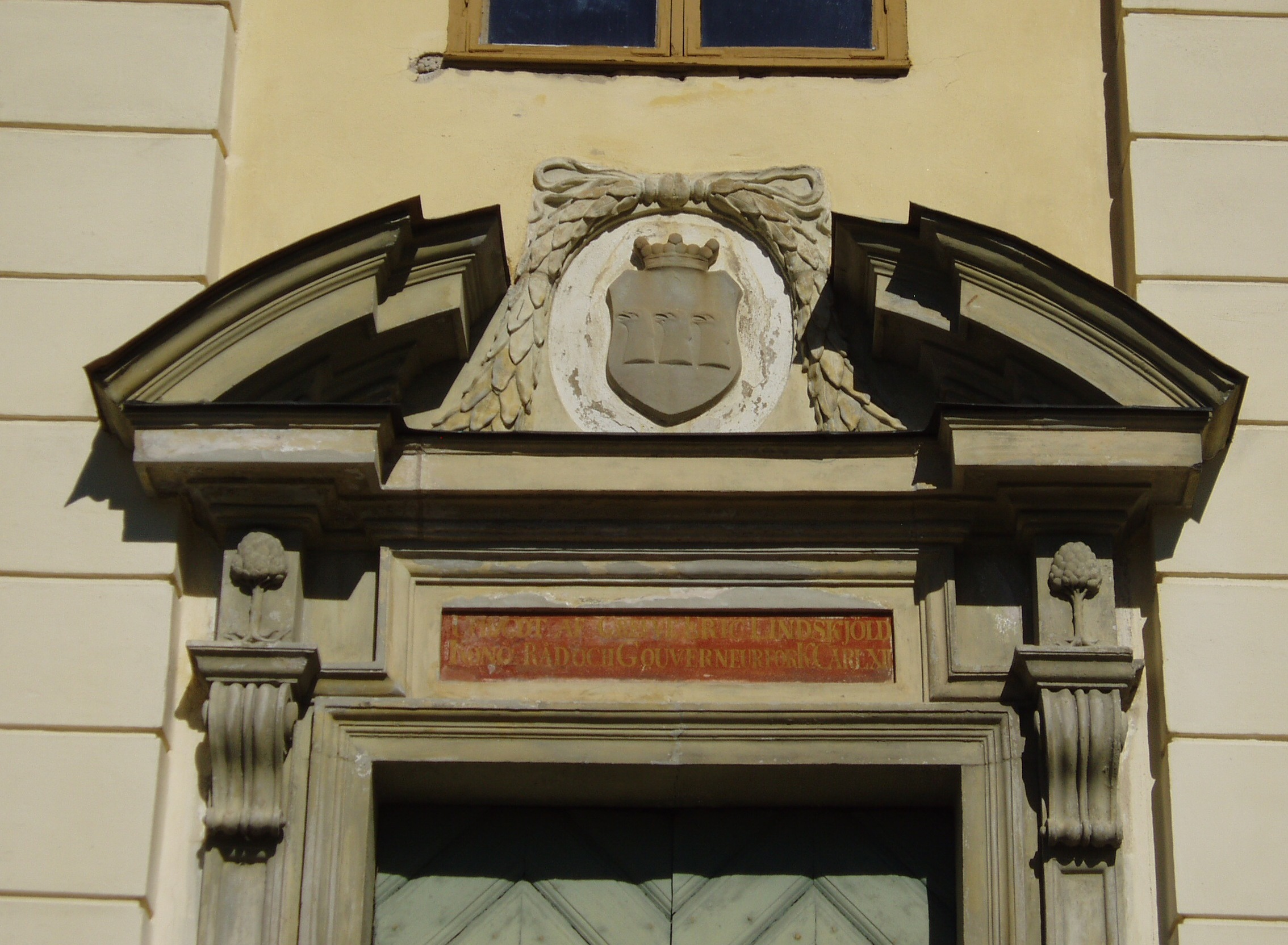
Inskription över entrén på huvudbyggnaden.
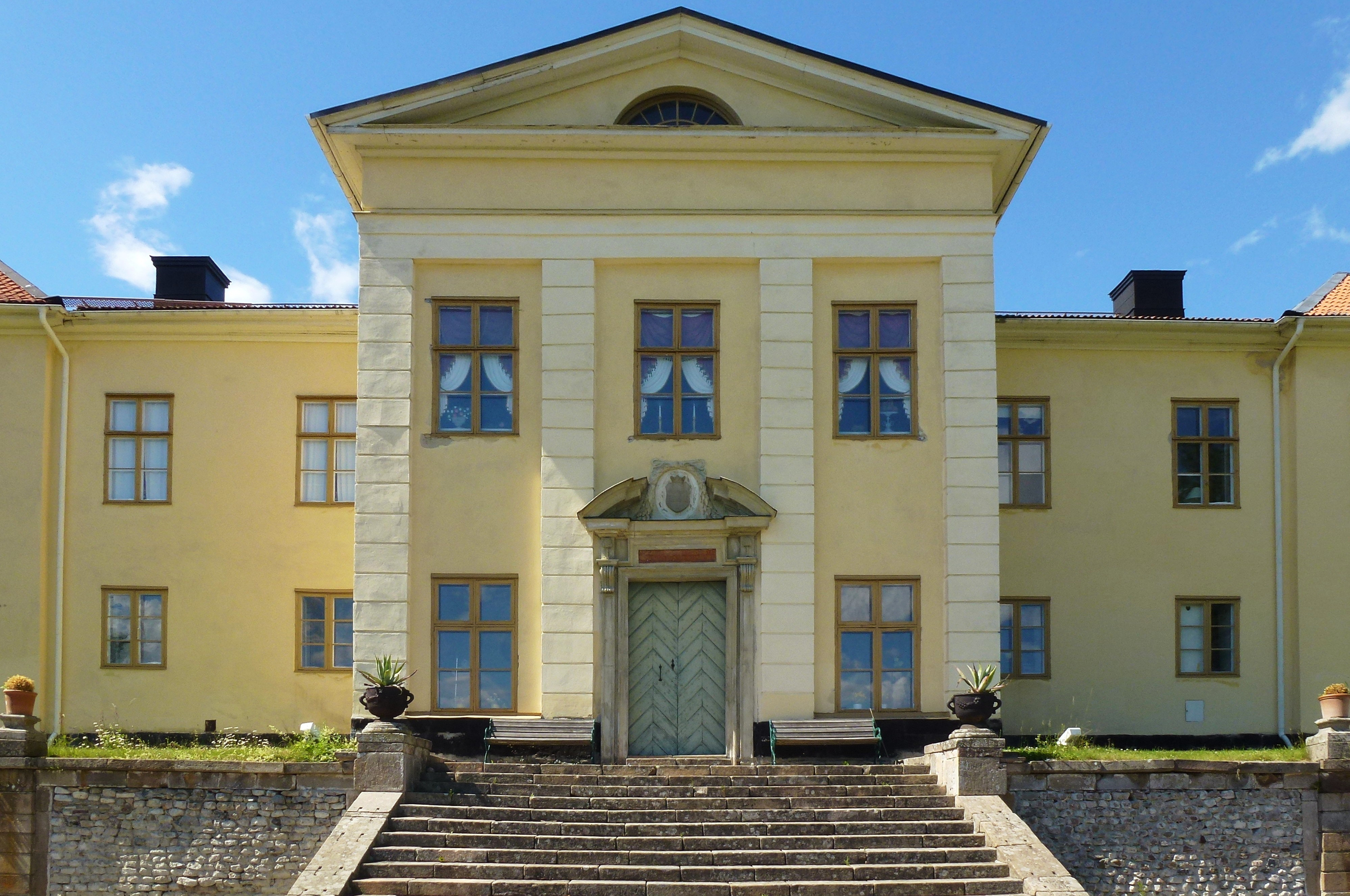
Byggnadens mitrisalit
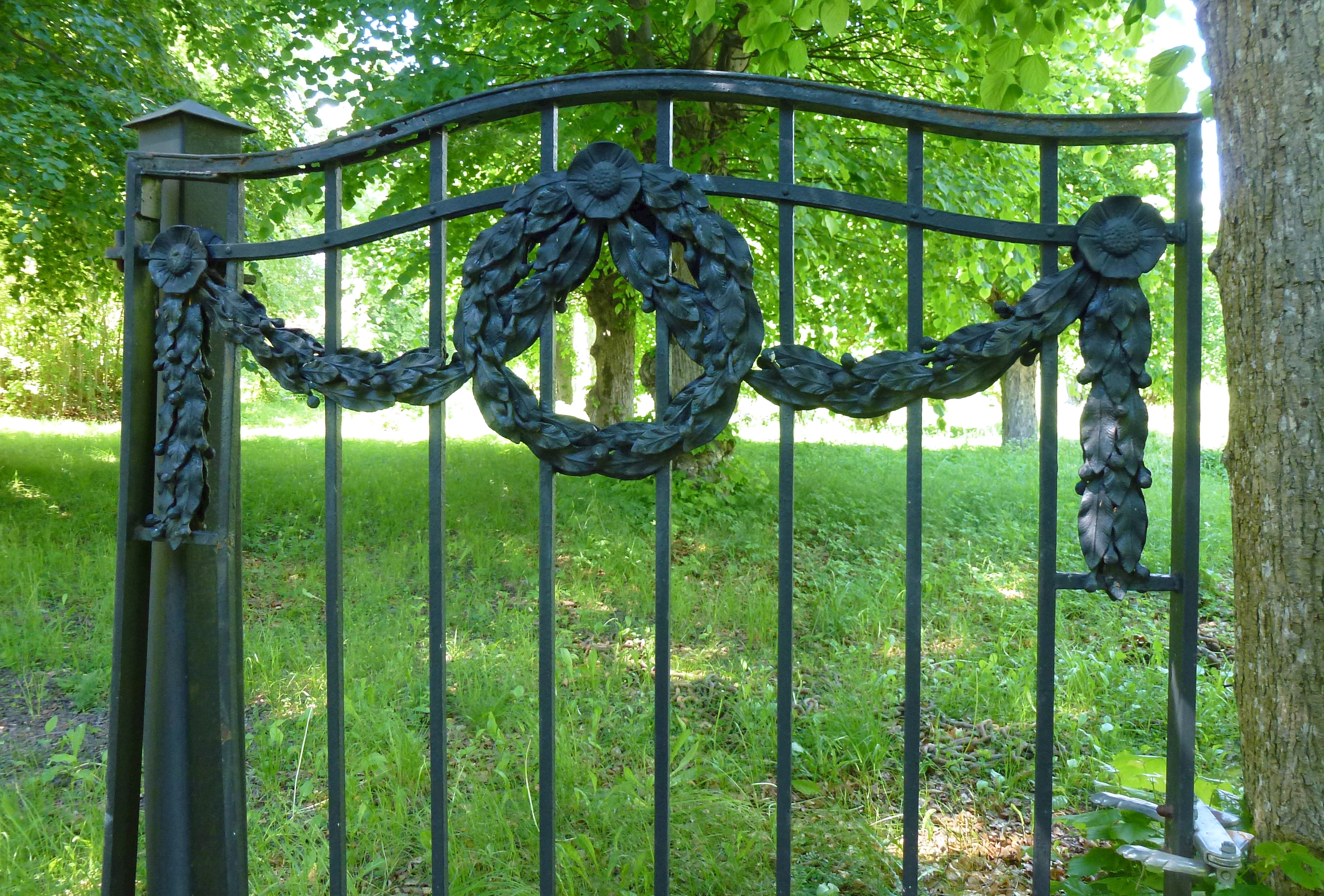
Smidesgrind vid herrgården

## Bilder omgivningen

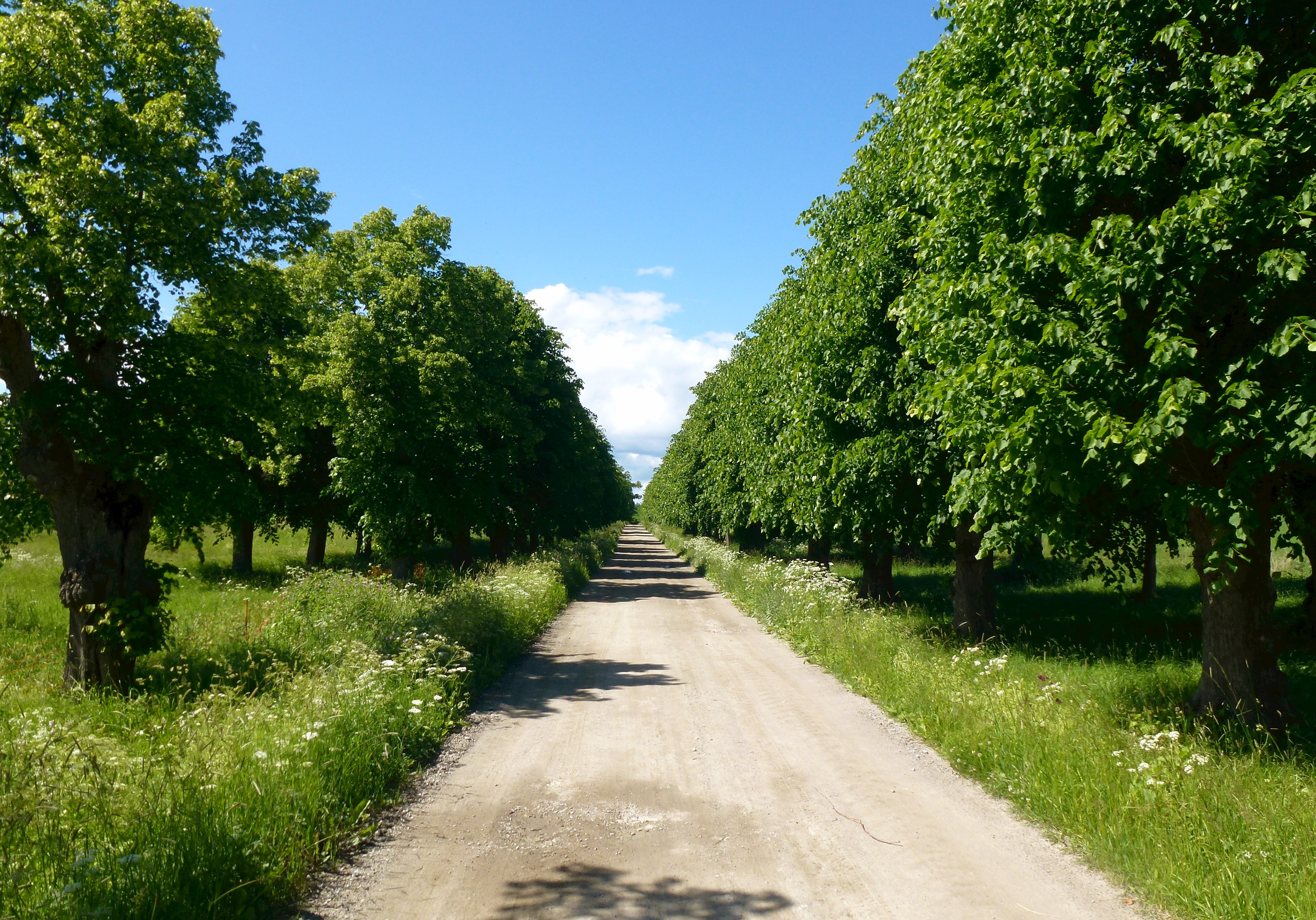
Den dubbla lindallén
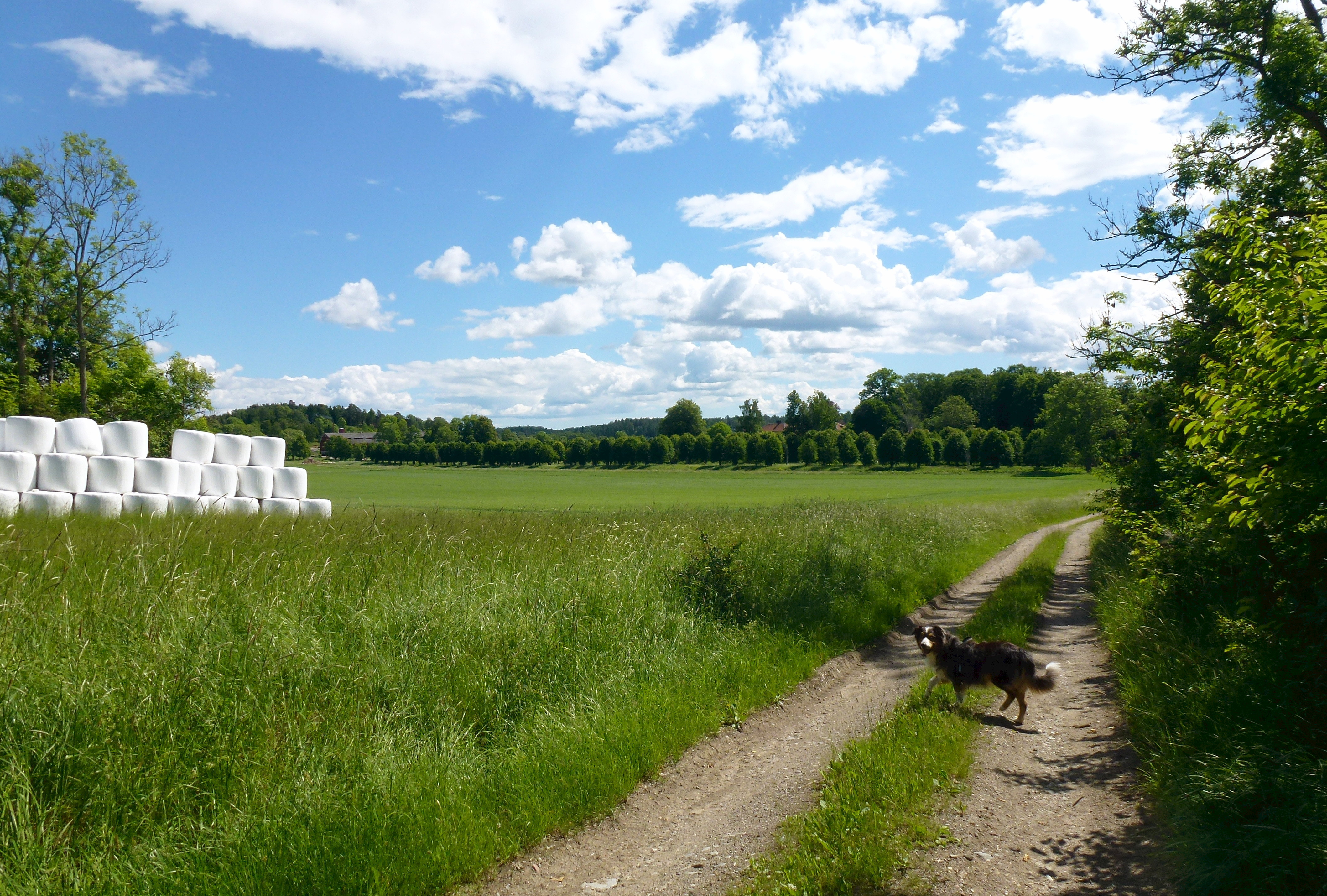
Odlingslandskapet med allén i bakgrunden
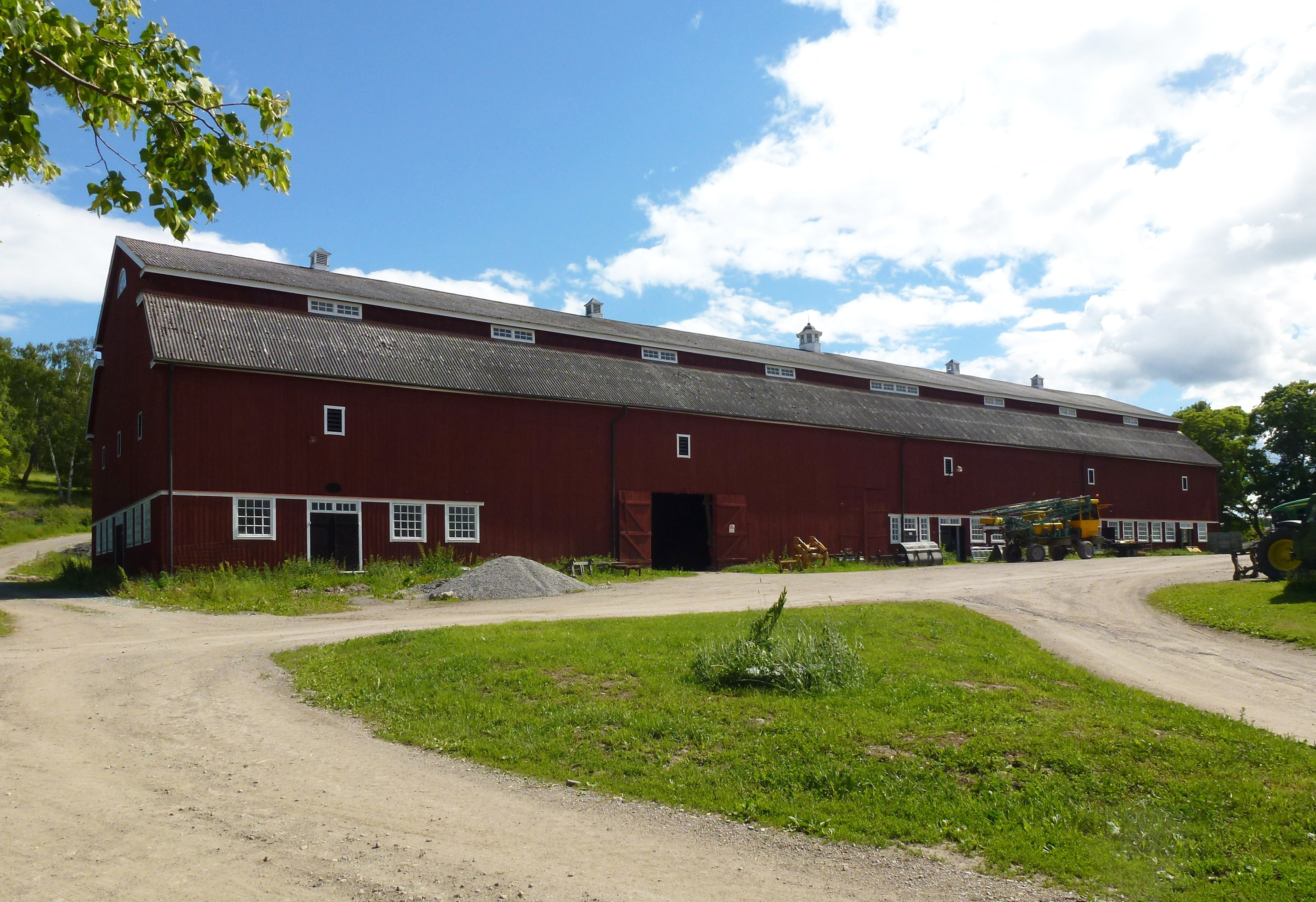
Ladugårdsbyggnaden från 1932
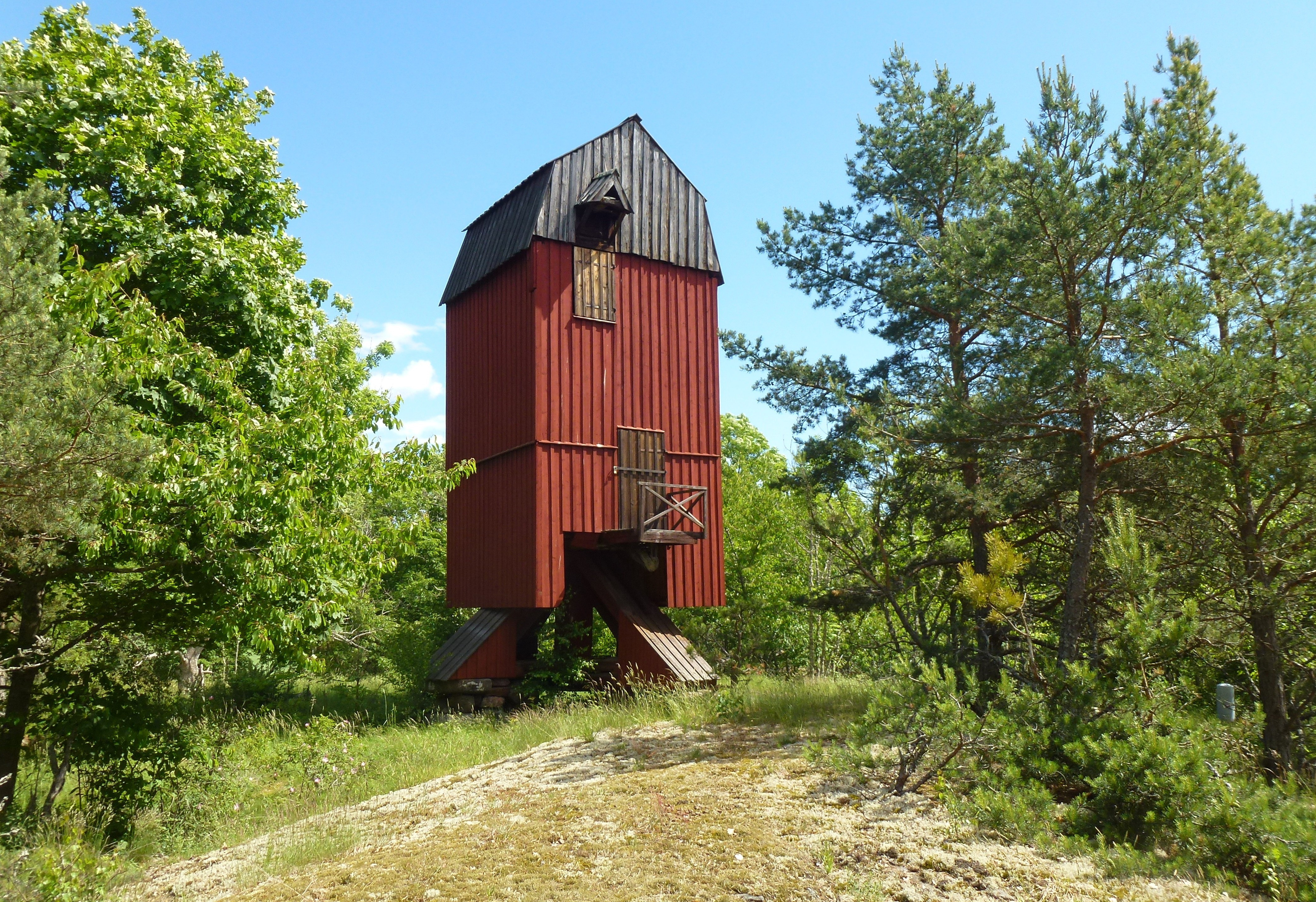
Stavsunds kvarn